# Késő karbon
A késő karbon vagy pennsylvaniai a karbon földtörténeti időszak két kora közül a későbbi, amely 323,2 ± 0,4 millió évvel ezelőtt (mya) kezdődött a kora karbon kor után, és mintegy 298,9 ± 0,15 mya ért véget a perm időszak kezdetekor. Kronosztratigráfiai megfelelője az felső karbon sorozat.
A főként az Amerikai Egyesült Államokban használt pennsylvaniai nevet Pennsylvania államról kapta, ahol gyakoriak az ebből a korból származó kőzetek. Az Egyesült Államokban, ahol a kora karbonból túlnyomórészt csak tengeri eredetű mészkő maradt fenn, a pennsylvaniait külön időszaknak tekintik a perm és az itt mississippinek nevezett kora karbon között. Európában a mississippi és a pennsylvaniai idejéből alföldi kontinentális üledék nagyjából folytonos sorozata maradtak fenn, ezért itt a két kort egybevonva karbon időszaknak definiálják.  

## Tagolása
A kort az alábbi négy korszakra tagolják (a korábbitól a későbbi felé haladva):
- Baskíriai korszak: 323,2 ± 0,4 – 315,2 ± 0,2 Ma
- Moszkvai korszak: 315,2 ± 0,2 – 307,0 ± 0,1 Ma
- Kaszimovi korszak: 307,0 ± 0,1 – 303,7 ± 0,1 Ma
- Gzseli korszak: 303,7 ± 0,1 – 298,9 ± 0,15 Ma

## Élővilága
A késő karbon idején jelentek meg az első emlősszerűek (Synapsida), elválva a magzatburkosok másik nagy ágától, a hüllőszerűektől (Sauropsida).